# Regé-Jean Page
Regé-Jean Page (Londres,  27 de Abril de 1988) é um ator britânico mais conhecido por seu papel como Simon Basset na série dramática de época da Netflix, Bridgerton. O ator teve uma pequena presença no filme Harry Potter e as Relíquias da Morte - Parte 1 . Ele também interpretou o papel de Chicken George na minissérie Roots de 2016 e de 2018 a 2019 fez parte do elenco principal da série de drama jurídico da ABC For the People.

## Infância, juventude e educação
Page nasceu em Londres e passou sua infância em Harare, Zimbábue, antes de retornar a Londres para a escola secundária. Sua mãe era uma enfermeira do Zimbábue e seu pai um pregador inglês. Em uma entrevista de 2016 para a "Interview Magazine", Page compartilhou que ele é o segundo mais novo de quatro filhos e também estava em uma banda com seu irmão mais novo. Na mesma entrevista, Page começou a falar sobre sua vida familiar quando criança: “Mas durante todo esse período minha família estava bastante espalhada - tenho família na África do Sul, Austrália, Suécia, Granada, Flórida - então você faz paradas e você  aumente sua perspectiva. ”  Falando sobre o Zimbábue, Page disse: “É o lugar mais lindo do mundo.  Todo mundo diz isso sobre seu próprio país, mas é objetivamente lindo.  E porque era tão jovem, eu acho que há uma generosidade genuína no povo do Zimbábue, que está sendo lentamente destruída, conforme atingimos nossos terríveis adolescentes e percebemos que o mundo é um lugar duro, frio e difícil que é preciso ser forte o suficiente para  sobreviver.”
Depois de retornar ao Reino Unido, Page começou a atuar como um hobby, afirmando "Eu fui para uma escola de sábado onde você daria uma hora de dança, uma hora de atuação e uma hora de canto. É basicamente cuidar de crianças." Ele diz que o Teatro Nacional da Juventude mudou sua trajetória.  Após dois anos de audições, Page foi aceito no Drama Centre London, graduando-se em 2013.

## Carreira
Ele começou sua carreira aparecendo em The History Boys e Merchant Of Venice ao lado de Jonathan Pryce.  Ele também estrelou a última temporada da série de drama Waterloo Road da BBC Three em 2015.
Em 2016, Page fez sua estreia americana no papel de Chicken George na minissérie de grande orçamento do History Channel, Roots, um remake da minissérie de 1977 com o mesmo nome, baseada no romance de 1976 de Alex Haley, Roots: The Saga of an American Family. A série e o desempenho de Page receberam aclamação da crítica. Também naquele ano, ele foi escalado para o papel principal do piloto da ABC, Spark.  No ano seguinte, ele foi escalado para a série de drama jurídica de com produção de Shonda Rhimes, For the People. A série foi cancelada após duas temporadas em 2019. Page também apareceu no filme pós-apocalíptico de 2018 Mortal Engines e co-estrelou ao lado de Tessa Thompson no drama de 2020 Sylvie's Love.  Mais tarde, ele foi escalado para um papel principal na série dramática de época produzida por Shonda Rhimes, Bridgerton para Netflix.
Em fevereiro de 2021, foi anunciado que ele havia sido escalado para o filme Dungeons & Dragons: Honor Among Thieves.
Em março de 2021, foi anunciado que ele se juntou ao elenco do filme da Netflix, The Gray Man, dirigido por Anthony e Joe Russo.

## Filmografia

### Filmes
| Ano  | Título                                  | Papel          | Notas          |
| ---- | --------------------------------------- | -------------- | -------------- |
| 2004 | Troublemaker                            | Jay            | Curta-metragem |
| 2015 | Survivor                                | Robert Purvell |                |
| 2016 | Second Summer of Love                   | Rupert         | Curta-metragem |
| 2016 | The Merchant of Venice                  | Solanio        |                |
| 2018 | Mortal Engines                          | Capitão Khora  |                |
| 2020 | Sylvie's Love                           | Chico          |                |
| 2022 | The Gray Man                            |                |                |
| 2023 | Dungeons & Dragons: Honor Among Thieves | Xenk           |                |

### Televisão
| Ano       | Título         | Papel          | Notas                                         |
| --------- | -------------- | -------------- | --------------------------------------------- |
| 2005      | Casualty       | Daniel Kimpton | Episódio: "Teacher's Pet/Crash and Burn"      |
| 2013      | Fresh Meat     | Dean           | 2 episódios                                   |
| 2015      | Waterloo Road  | Guy Braxton    | Elenco principal; 8 episódios (10ª temporada) |
| 2016      | Roots          | Chicken George |                                               |
| 2016      | Spark          | Alex Lavelle   |                                               |
| 2018–2019 | For the People | Leonard Knox   |                                               |
| 2020      | Bridgerton     | Simon Basset   | Protagonista (1ª temporada)                   |

## Prêmios e indicações
| Ano  | Premiação                  | Categoria                       | Trabalho nomeado | Resultado | Ref.   |
| ---- | -------------------------- | ------------------------------- | ---------------- | --------- | ------ |
| 2021 | NAACP Image Awards         | Melhor Ator em Série de Drama   | Bridgerton       | Venceu    | [ 21 ] |
| 2021 | Satellite Awards           | Melhor Ator em Série de Drama   | Bridgerton       | Indicado  | [ 22 ] |
| 2021 | Screen Actors Guild Awards | Melhor Ator em Série de Drama   | Bridgerton       | Pendente  | [ 23 ] |
| 2021 | Screen Actors Guild Awards | Melhor Elenco em Série de Drama | Bridgerton       | Pendente  | [ 23 ] |